# هنريك كريستوفيرسن
هنريك كريستوفيرسن (بالنرويجية البوكمول: Henrik Kristoffersen)‏ هو متزحلق جبال الألب نرويجي، ولد في 2 يوليو 1994 في لورينسكوغ في النرويج.

## وصلات خارجية
- الموقع الرسمي
- هنريك كريستوفيرسن على موقع الاتحاد الدولي للتزلج (التزلج على المنحدرات الثلجية) (الإنجليزية)
- هنريك كريستوفيرسن على موقع اللجنة الأولمبية الدولية (الإنجليزية)
- هنريك كريستوفيرسن على موقع أوليمبيديا (الإنجليزية)
- هنريك كريستوفيرسن على موقع IMDb (الإنجليزية)
- هنريك كريستوفيرسن على موقع قاعدة بيانات الفيلم (الإنجليزية)